# Rio Beușnița
O Rio Beuşniţa é um rio da Romênia afluente do Rio Beu, localizado no distrito de Caraş-Severin.